# Kay Meredith
Kay Meredith (Condado de Wood, 26 de febrero de 1936-Raleigh, 14 de noviembre de 2022) fue una escritora, novelista y jinete estadounidense que compitió en la modalidad de doma. Ganó una medalla de oro en los Juegos Panamericanos de 1983, en la prueba por equipos.

## Palmarés internacional
| Juegos Panamericanos | Juegos Panamericanos | Juegos Panamericanos | Juegos Panamericanos |
| Año                  | Lugar                | Medalla              | Categoría            |
| -------------------- | -------------------- | -------------------- | -------------------- |
| 1983                 | Caracas (Venezuela)  | Medalla de oro       | Por equipos          |